# Sublime Amour

Sublime Amour est un film français  réalisé par Henri Desfontaines sorti en 1913.

## Fiche technique
- Réalisation et scénario : Henri Desfontaines
- Format : Muet - Noir et blanc
- Genre : Court métrage
- Date de sortie : 
  -  France - 1913

## Distribution
- Romuald Joubé